# Руис-Тагле, Франсиско
Франсиско Антонио Паскуаль де ла Асенсьон Руис де Тагле-и-Порталес (исп. Francisco Antonio Pascual de la Ascensión Ruiz de Tagle y Portales; 1790 — 23 марта 1860) — чилийский политический, общественный и государственный деятель, временный Президент Чили в 1830 году.

## Биография
В молодости служил офицером милиции в привилегированном полку. В 1810 году участвовал в чилийской войне за независимость.
После битвы при Майпу стал членом Консервативной партии. С 1811 года представлял провинцию Лос-Андес в парламенте страны. С 1812 года по 1814 год — сенатор Чили и председатель Сената (1813—1814), в 1814 году — мэр Сантьяго; в феврале 1817 года стал губернатором провинции. Член правительства Хунты. В 1822 году стал суперинтендантом полиции Сантьяго. Занимал пост министра финансов при Франциско Антонио Пинто.
Принимал участие в преобразованиях, связанных с независимостью Чили. 17 февраля 1830 года был избран временным президентом республики. 30 марта того же года ушёл с поста.